# Echinopora spinulosa
Echinopora spinulosa is een rifkoralensoort uit de familie van de Merulinidae. De wetenschappelijke naam van de soort is in 1879 voor het eerst geldig gepubliceerd door Friedrich Brüggemann.